# Billy Greer
Billy Greer (* 26. ledna 1952) je americký kytarista a baskytarista, člen rockové skupiny Kansas, ve které hraje již od roku 1986.